# Phaseoleae
Classification APG II (2003)
Tribu
Classification phylogénétique
Les Phaseoleae sont une tribu de plantes à fleurs de la famille des Fabaceae (légumineuses), sous-famille des Faboideae, présente dans toutes les régions tropicales et tempérées chaudes du monde, qui compte environ 90 genres et environ 1570 espèces, ce qui en fait l'une des plus importantes tribus de la famille des Fabaceae.
Cette tribu est subdivisée en sept sous-tribus : Cajaninae, Diocleinae, Erythrininae, Glycininae, Kennediinae, Ophrestiinae et Phaseolinae.
Elle comprend de nombreuses espèces importantes pour l'humanité : plantes alimentaires, médicinales, fourragères, ornementales, tinctoriales, plantes pour engrais verts ou plantes de couverture. Les espèces alimentaires appartiennent notamment aux genres Phaseolus (haricot commun, haricot de Lima), Glycine (soja), Vigna (dolique mongette), Lablab (dolique d'Égypte), Cajanus (pois d'Angole).

## Caractéristiques générales
Les espèces de la tribu des Phaseoleae sont des plantes herbacées dressées ou prostrées ou grimpantes volubiles, plus rarement des arbres.
Les feuilles sont généralement trifoliées, rarement unifoliées ou pennées avec 5 à 7 folioles. Celles-ci sont entières ou lobées, parfois ponctuées de glandes. Elles sont unies de stipules.
L'inflorescence, le plus souvent axillaire, ressemble à un racème avec des groupes de fleurs dispersés le long d'un axe. Elle est parfois réduite à une fleur solitaire ou au contraire forme une panicule développée.
Les fleurs ont un calice à 4 ou 5 dents, rarement tronquées, et une corolle papilionacée. Les pétales présentent parfois une carène prolongé en bec, ou sont tordus en spirale. Les étamines sont diadelphes (9 + 1). Le filament vexillaire est généralement libre, ou partiellement, ou complètement, soudé avec les autres filaments, formant une gaine fendue du côté adaxial. Les anthères sont généralement uniformes. L'ovaire compte un à plusieurs ovules. Le style est barbu dans le sens de la longueur sur le côté adaxial ou pileux uniquement autour du stigmate. Le fruit est une gousse à deux valves, cloisonnée ou non entre les graines, mais non articulée. Les graines sont strophiolées ou non.

## Sous-tribus et genres
- Cajaninae
  - Adenodolichos - Bolusafra - Cajanus - Carrissoa - Chrysoscias - Dunbaria - Eriosema - Flemingia - Paracalyx - Rhynchosia
- Clitoriinae
  - Barbieria - Centrosema - Clitoria - Clitoriopsis - Periandra
- Diocleinae
  - Camptosema - Canavalia - Cleobulia - Collaea - Cratylia - Cymbosema - Dioclea - Galactia - Herpyza - Lackeya - Luzonia - Macropsychanthus
- Erythrininae
  - Apios - Butea - Cochlianthus - Erythrina - Meizotropis - Mucuna - Neorudolphia - Rhodopis - Spatholobus - Strongylodon
- Glycininae
  - Amphicarpaea - Calopogonium - Cologania - Diphyllarium - Dumasia - Eminia - Glycine - Mastersia - Neonotonia - Nogra - Pachyrhizus - Pseudeminia - Pseudovigna - Pueraria - Shuteria - Sinodolichos - Teramnus - Teyleria
- Kennediinae
  - Hardenbergia - Kennedia - Vandasina
- Ophrestiinae
  - Cruddasia - Ophrestia - Pseudoeriosema
- Phaseolinae
  - Alistilus - Austrodolichos - Decorsea - Dipogon - Dolichopsis - Dolichos - Dysolobium - Lablab - Macroptilium - Macrotyloma - Mysanthus - Neorautanenia - Nesphostylis - Oryxis - Otoptera - Oxyrhynchus - Phaseolus - Physostigma - Psophocarpus - Ramirezella - Spathionema - Sphenostylis - Strophostyles - Vatovaea - Vigna - Wajira